# Rotunda

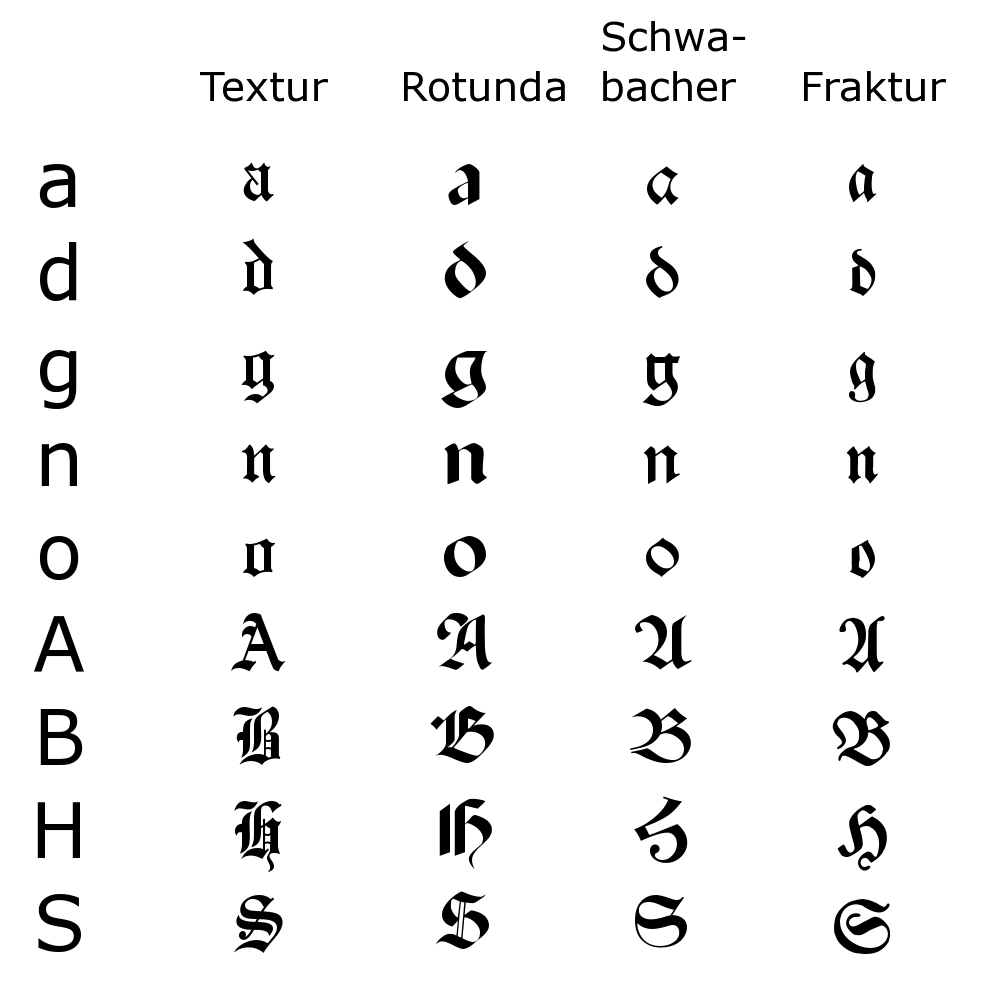
Letras góticas.

La letra gótica rotunda, gótica redonda o gótica de libros es un tipo de letra que pertenece al grupo de estilos caligráficos surgidos en el periodo gótico durante los siglos XII-XV (letra gótica), en oposición a la escritura «antigua» (antiqua) que hacía referencia a la minúscula carolina. El significado de la palabra «gótica» equivale a «bárbaro» mientras que el término «antigua» está ligado a los modelos romanos. 
Ningún tipo de escritura presenta tantas variedades y tipos caligráficos como la letra Gótica. Por su forma de empleo se distinguen dos géneros principales: la Gótica Libraria también conocida como textualis formata o derecha y la Gótica Documental o documentaria, bastarda, híbrida o Gótica cursiva. 
La letra Gótica Libraria (textualis) fue utilizada en ediciones de libros, sobre todo de lujo. También suele dársele el nombre de formada (formata) porque los primeros impresores copiaron de manera exacta el estilo (la forma) de los amanuenses de la época. Se distinguen varios tipos dentro de la categoría Libraria, siendo los más sobresalientes los denominados Textura, Redonda o Rotunda y Fractura o Fraktur. La Textura es la que utilizó Gutenberg en la edición de la Biblia mientras que la Fraktur se desarrolló como un estilo nacional alemán.

## Origen e historia
La letra Redonda o Rotunda es esencialmente de forma redonda, con un trazado que favorece su lectura pues no se compactan en exceso los signos. Tiene parecido con la letra Carolina pero las letras presentan cierta angulosidad y trazos más gruesos, lo que hace que tenga un mayor peso visual que las carolinas. Hay quien ubica el origen de la letra Gótica Rotunda en la Universidad de Bolonia, durante el siglo XIV en Italia en donde se desarrolló como resultado de la necesidad de una caligrafía muy legible para la producción de libros universitarios. 
Existe otra versión que señala que la letra Rotunda surge en Italia con el fin de conciliar los estilos góticos angulosos muy populares en el norte de Europa con los antiguos estilos redondeados carolinos. Características formales que influenciaron incluso los perfiles arquitectónicos del Gótico italiano. Aunque el estilo Rotunda se origina en Italia en el siglo XIV, su desarrollo se dio fuera de ella, principalmente en Francia y sobre todo en la península ibérica que fue un gran difusor del este estilo caligráfico a nivel internacional, sobre todo hacia el continente americano.
Este estilo fue tan bien acogido que se incluye en prácticamente todos los manuales de enseñanza de la escritura impresos en el Renacimiento. Baste revisar los libros de los grandes calígrafos italianos Tagliente, Cresci, Arrighi y Palatino y en España el mismo Juan de Yciar. La letra gótica Rotunda dio origen a la letra Redondilla surgida en España a partir del siglo XVI y se utilizó tanto para textos escritos en latín como en lenguas vernáculas. Un ejemplo de ellos es el Mio Cid, cuyo manuscrito más antiguo está escrito con una minúscula Gótica Redonda de pequeño formato. 
La influencia de la Rotunda fue tal que incluso se crearon tipos para imprenta siguiendo este estilo. Son notables los producidos por los impresores Wendelin da Spira y Nicolás Jenson producidos en 1462, apenas diez años después de la aparición del primer libro impreso en Europa. 
La letra Rotunda es el tipo de letra gótica que se convirtió en el más usual en los países mediterráneos. Llegó a Lyon, Francia desde Italia en 1482, de ahí pasó al sur del país y luego a España. La Rotunda  era tan popular en España hasta el final del siglo XVI que los extranjeros la identificaban con el país. Plantin llamó a uno de sus tipos góticos el Castillane y a otro el Canon d’Espagne. En España se llamaron a estos tipos letra de tortis, por estar basadas en los usados en Venecia por Bautista y Gregorio de Tortis.
El estilo Rotunda se caracteriza por hacer uso de una gran cantidad de abreviaturas con el fin de ahorrar espacio (para ahorrar pergamino). Estas abreviaturas se conocen como símbolos o notas tironianas cuyo origen se remonta al siglo I a. C. El nombre que se les otorga procede de Tiro, secretario de Cicerón, inventor de uno de los más populares sistemas taquigráficos de la antigüedad, las notas Tironianas, que fueron utilizadas ampliamente desde principios de la Edad Media. 
Pese a la introducción de los caracteres humanísticos en Italia, la Rotunda se siguió usando para la escritura de libros devocionales hechos para la nobleza, incluso hasta el siglo XVII.
En el estudio de la caligrafía empleada en la escritura de los libros corales, el estilo Gótico Rotunda es sin duda el de mayor importancia porque es el que se definió como el propio para la escritura de estos libros desde su origen.